# São Salvador de Bastavales
São Salvador de Bastavales (em galego:  San Salvador de Bastavales) é uma paróquia que se localiza no sudeste do concelho corunhês de Brión na comarca de Santiago. Segundo o Instituto Galego de Estatística em 2013 tinha 240 habitantes (128 mulheres e 112 homens) distribuídos em 5 entidades de povoação, o que supõe um aumento em relação ao ano de 1999 quando tinha 242 habitantes.

## História
No lugar de Cirro descobriu-se na década de 1960 uma vila romana. Foram encontrados restos do hypocaustum (forma de calefacção) com pavimentos de baldosas de barro vermelhas e o começo das pilastras de tijolo quadrado.
No ano de 1851 São Salvador de Bastavales deixou de existir como paróquia, sendo repartida entre São Julião de Bastavales (os lugares de Soutullos e São Salvador) e Santa Maria dos Anjos (o resto dos lugares).
No ano de 1908 já existia o Centro Social, Agrícola e Pecuário de Bastavales. Em 1933 constitui-se o Sindicato Republicano agrícola e pecuário de São Julião e São Salvador de Bastavales, que contava com sede própria no lugar de Soutullos. O edifício foi restaurado recentemente pelo concelho.

## Galeria

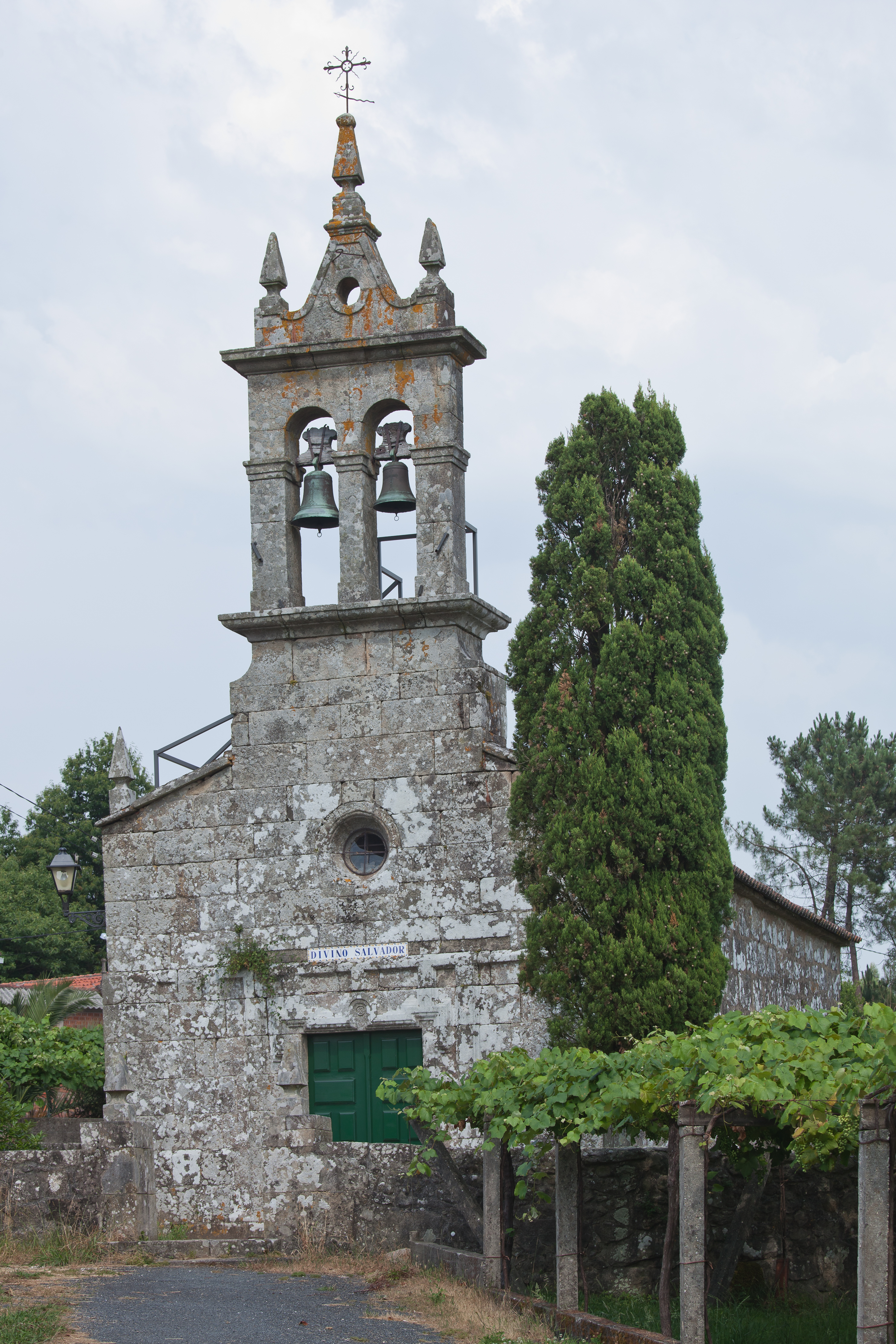
Igreja de São Salvador de Bastavales.
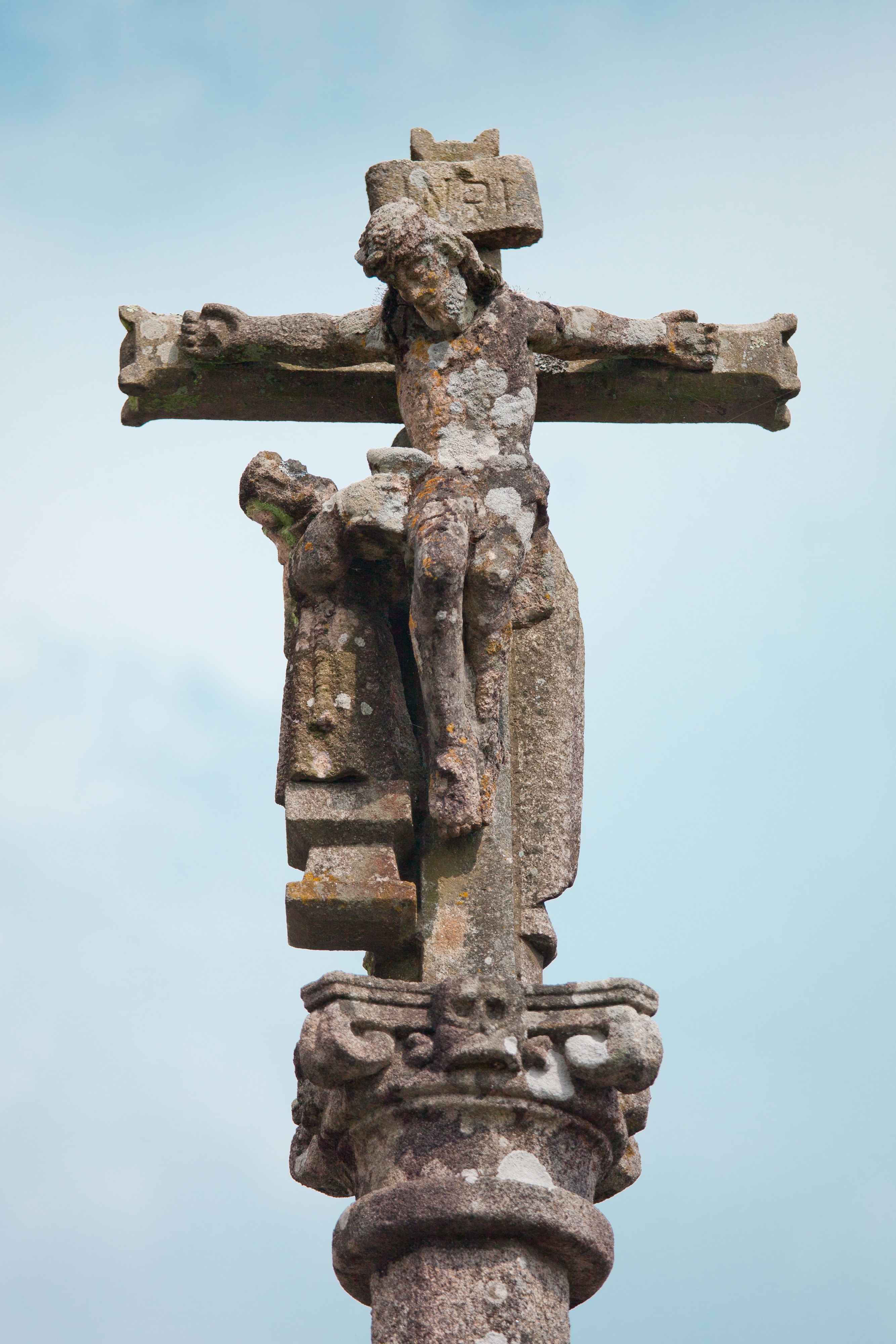
Cruzeiro.
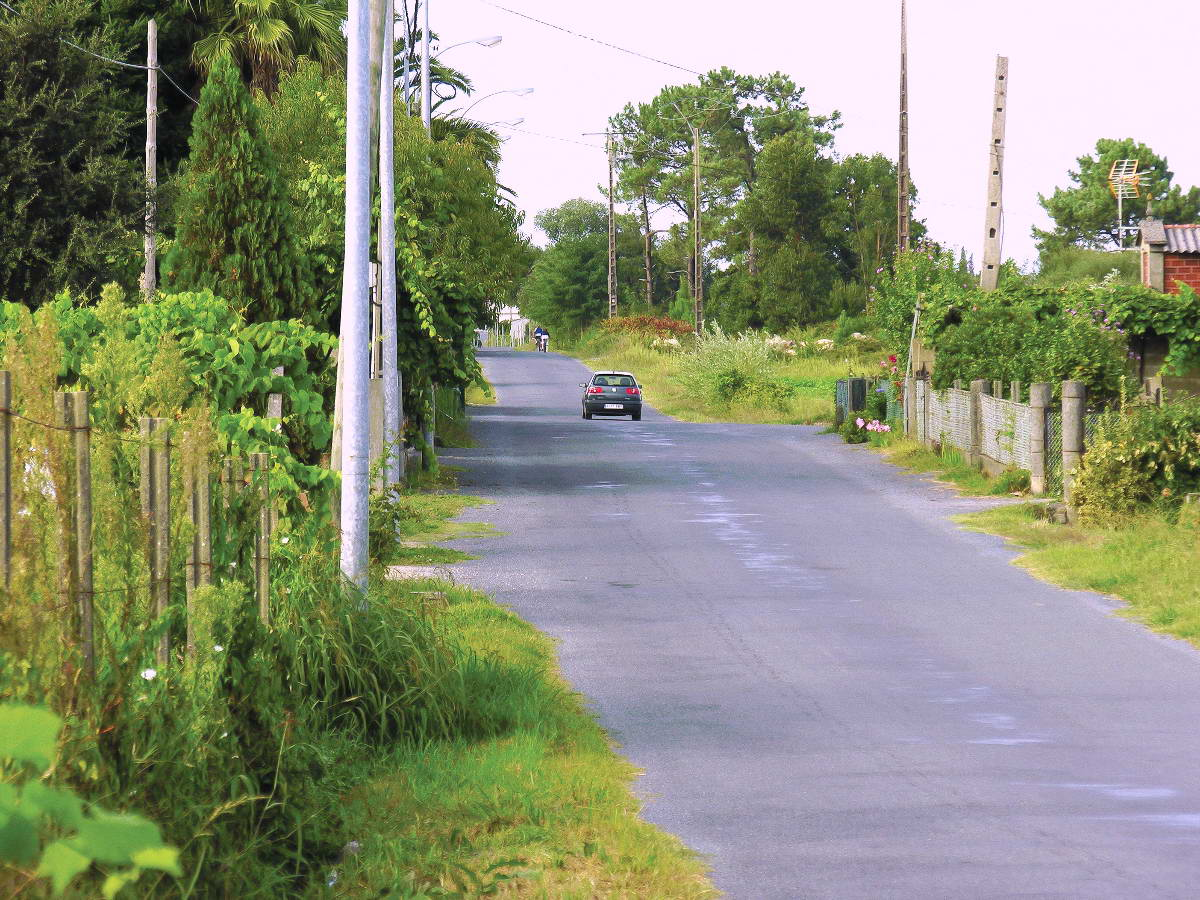
Estrada no vale de Bastavales.
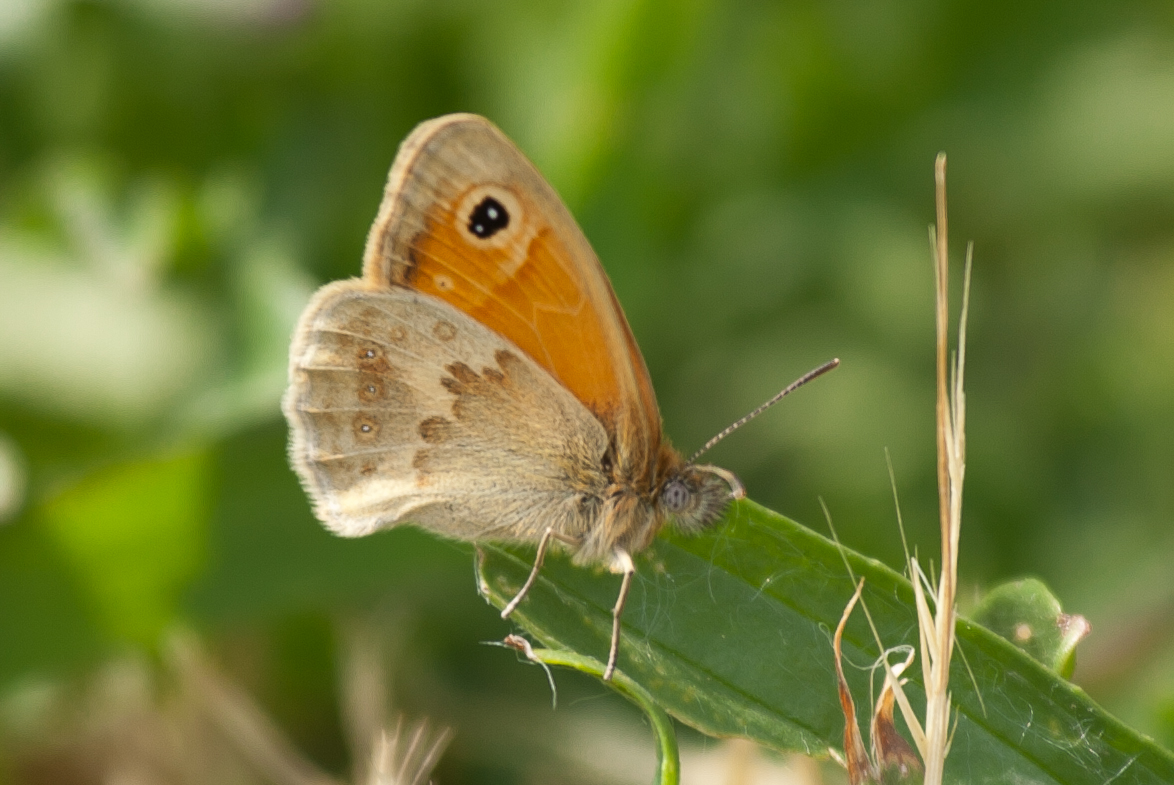
Borboleta.